# Globo celeste árabe
O globo celeste árabe do Museo Galileo de Florença é o mais antigo globo celeste árabe existente no mundo.

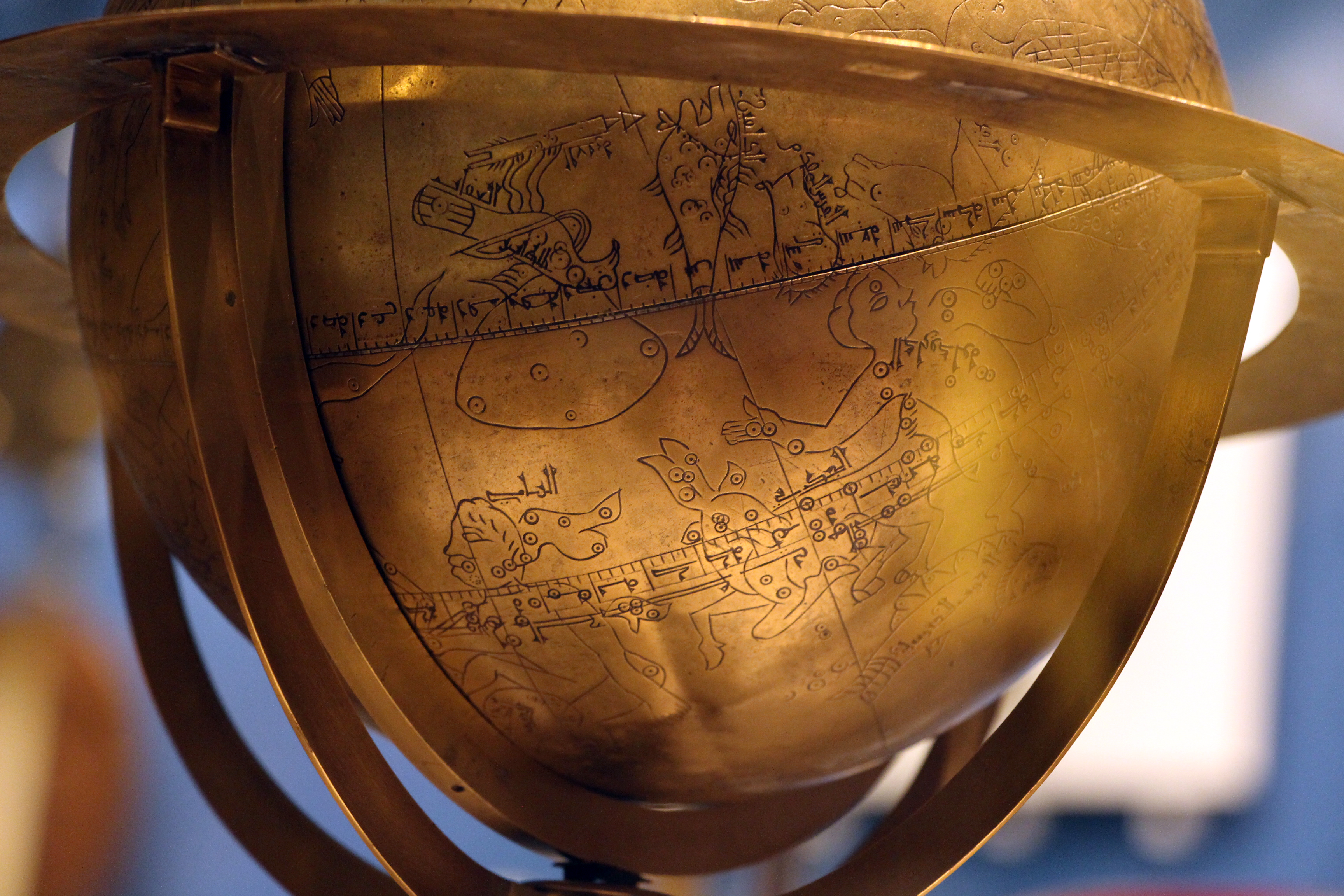
Detalhe do globo celeste árabe no Museu Galileu de Florença.

Apenas o globo é original, a base com o horizonte ao meridiano são mais recentes. Uma inscrição árabe registra o nome do construtor, Ibrâhim 'Ibn Saîd, que o produziu em Valência, em colaboração com o seu filho Muhammad, no ano de 478, na Hégira (1085 da Era Cristã). O instrumento foi adquirido e estudado na segunda metade do século XIX por Ferdinando Meucci, diretor do Museu de Física e História Natural de Florença.